# 于宜妃
于宜妃（？—1560年），名失考，錦衣衛帶俸副千戶于成之妹，明朝明世宗朱厚熜之妃。

## 生平
于氏的出生及入宮時間均無考。嘉靖三十九年（1560年）五月初四日，「未封妃于氏薨逝，賜號為宜妃，治喪葬如例。嘉靖四十四年（1565年）五月十一日，給于宜妃之兄長錦衣衛帶俸副千戶于成房價銀一千二百兩。去世後，于宜妃葬於西山紅石口。《太常續考》謂：「常嬪劉氏、常嬪楊氏、常嬪張氏、宜妃于氏、康嬪劉氏、常嬪傅氏、常嬪張氏、常嬪楊氏、常嬪劉氏，以上九妃嬪共一墓」。